# Diego Macedo
Diego Macedo Prado dos Santos, noto semplicemente come Diego Macedo (Americana, 8 maggio 1987), è un ex calciatore brasiliano, di ruolo difensore.

## Caratteristiche tecniche
Gioca come terzino destro.

## Carriera
Cresciuto nelle giovanili del Rio Branco, nel 2004, all'età di 17 anni, passa al Braga. Qui in un anno colleziona 4 presenze in campionato con la prima squadra. Al ritorno in Brasile fa tanta gavetta, anche in serie minori, giocando con Londrina, União Barbarense, Rio Branco, Ceilândia e Brasiliense. Nel 2009 passa al Brigantino, con cui avviene la sua definitiva consacrazione. Il 18 maggio 2010, dopo 51 presenze e 8 gol con la squadra di Bragança Paulista, passa all'Atletico Mineiro. Esordisce in campionato il 25 maggio nella partita persa 4-3 contro il Vitoria.
Dopo aver rescisso il contratto con l'Atletico Mineiro, il 28 marzo 2011 passa al Ceará Sporting Club con cui firma un contratto fino alla fine dell'anno. Fa il suo debutto in campionato il 21 maggio nella partita persa 3-1 contro il Vasco da Gama.

## Palmarès

### Club

#### Competizioni statali
- Campionato Brasiliense: 1

Brasiliense: 2008
- Campionato Mineiro: 1

Atlético Mineiro: 2010
- Campionato Cearense: 1

Ceará: 2011
- Campionato paulista: 1

Corinthians: 2013
- Campionato Baiano: 2

Bahia: 2014, 2015

#### Competizioni internazionali
- Coppa Libertadores: 1

Corinthians: 2012
- Recopa Sudamericana: 1

Corinthians: 2013
- Coppa del mondo per club FIFA: 1

Corinthians: 2012